# درمان انتی فاکتور رشد عروق اندوتلیال
درمان ضد فاکتور رشد اندوتلیال عروقی، همچنین به عنوان درمان anti-VEGF یا داروی anti-VEGF شناخته شده ، استفاده از داروهایی است که فاکتور رشد اندوتلیال عروقی را بلوکه می‌کند. این دارو در درمان برخی سرطانهای مشخصی و دژنراسیون وابسته به سن ماکولا استفاده شده‌است. آن‌ها می‌تواند شامل آنتی‌بادیهای مونوکلونال مانند بواسیزوماب، مشتقات آنتی‌بادی مانند رانیبیزوماب (لوسنتین) یا مولکولهای کوچک به صورت خوراکی در دسترس که تیروزین کیناز تحریک شده به واسطهٔ VEGF را مهار کند: لاپاتینیب، سانیتینیب، سورافنیب، آکسیتینیب و پازوپیناب. (برخی از این درمانها به جای VEGFها، رسپتورهای آن رو مورد هدف قرار می‌دهد.
تی اچ سی و کانابیدول هر دو سبب مهار VEGF و آهسته کردن رشد گلیوما می‌شوند.
هر دو ترکیب مبتنی آنتی‌بادی تجاری‌اند. سه تای اول ترکیبات خوراکی در دسترس تجاری هستند. به علاوه، دو تای آخر (آگزیتینیب و پازوپیناب) در آزمایش‌های بالینی قرار دارند.
برگر و هنهن در سال ۲۰۰۸ نتیجه گرفتند که داروهای anti-VEGF می‌تواند در مدل موشهای سرطانی و در تعداد فزاینده‌ای از سرطان‌های انسانی، اثر درمانی را نشان دهد. اما «منافع آن‌ها در بهترین حالت گذرا هستند و پس از ترمیم رشد و پیشرفت تومور ادامه میابد.»
مطالعات بعدی در عواقب استفاده از مهارکننده‌های VEGF نشان داد که، اگر چه آن‌ها می‌تواند به کاهش رشد اولیه تومو منجر شود، اما مهارکنندهٔ VEGF می‌تواند هم‌زمان ترویج تهاجم و متاستاز تومورها را ارتقا دهد.
سدی رانیب یک مهارکننده تیروزین کینازچند هدفه است، اثرات ضد ادم را باکاهش نفوذپذیری و کمک به نرمال‌سازی عروق انجام می‌دهد
بررسی سیستماتیک کوکران در سال ۲۰۱۴، اثربخشی رانیبیزوماب و پگاپتانیب در بیماران مبتلا به ادم ماکولا ناشی از انسداد ورید مرکزی شبکیه را مطالعه کرد.
شرکت کنندگان در هر دو گروه درمانی بهبود در حدت بینایی و کاهش علائم ادم ماکولا بیش از شش ماه را نشان داد.

## دژنراسیون نئوواسکولار وابسته به سن ماکولا
رانیبیزوماب یک آنتی‌بادی مونوکلونال قطعه مشتق شده از بواسیزماب است که توسط جنتک برای استفادهٔ داخل چشم توسعه داده شده. در سال ۲۰۰۶ این دارو برای درمان دژنراسیون نئوواسکولار وابسته به سن ماکولا، مورد تأیید FDA قرار گرفت. این دارو تحت سه آزمایش بالینی موفقیت‌آمیز تا این زمان قرار گرفته‌است.
در اکتبر ۲۰۰۶ عنوانی از مجله پزشکی نیوانگلند، روژن فیلد و همکارانش، گزارش دادند که تزریق ماهانه رانیبیزوماب داخل ویتره منجر به افزایش قابل توجهی در سطح میانگین حدت بینایی نسبت به تزریق شم می‌شود. این نتیجه حاصل از دو سال بود، مطالعه فاز III که رانیبیزوماب را بسیار مؤثر در درمان با حداقل تهاجم یا ای ام دی نهفته مرطوب را با میزان پایین‌تر عوارض جانبی چشمی، می‌داند.
یکی دیگر از مطالعه منتشر شده در ژانویه ۲۰۰۹ مجلهٔ چشم‌پزشکی، شواهدی برای اثربخشی رانیبیزوماب فراهم کرد. براون و همکارانش گزارش دادند که تزریق داخل ویترهٔ ماهانهٔ رانیبیزوماب منجر به افزایش قابل توجهی در سطح میانگین حدت بینایی نسبت به درمان photodynamic با verteporfin می‌شود. این نتیجه حاصل از دو سال مطالعه است، که فاز III که رانیبیزوماب نسبت به درمان photodynamic با verteporfin در درمانAMD مرطوب عمدتاً کلاسیک (PC) با سطح پایینی از عوارض جانبی چشمی، برتر می‌باشد.
اگر چه اثر رانیبیزوماب به خوبی با آزمایشات بالینی گستره پشتیبانی شده، اما  هزینه اثربخشی دارو مورد سؤال است. پس دارو صرفاً شرایط بیمار را تثبیت می‌کند، رانیبیزوماب باید ماهانه تجویز شود. در هزینه $۲٬۰۰۰٫۰۰ در هر تزریق، هزینه برای درمان ای ام دی مرطوب در بیماران در ایالات متحده بیشتر از $۱۰٫۰۰ میلیارد دلار در سال است. با توجه به هزینه‌های بالا، بسیاری از چشم پزشکان، بواسیزوماب را به عنوان جایگزین داروهای تزریقی داخل ویتره در درمان ای ام دی مرطوب  انتخاب نموده‌اند. این دارو هزینه $۱۵٫۰۰ تا ۵۰٫۰۰ در ایالات متحده دارد.
در سال 2007 Raftery و همکارانش، مگر اینکه رانیبیزوماب ۲٫۵ برابر بیشتر از بواسیزوماب مؤثر باشد، گزارش دادند که رانیبیزوماب مقرون به صرفه نیست. این نتیجه حاصل شد که قیمت رانیبیزوماب برای مقرون به صرفه شدنش، به شدت کاهش می‌یابد.
استفادهٔ خارج از میزان ازبواسیزوماب داخل زجاجیه‌ای تبدیل به یک درمان گسترده برای درمان دژنراسیون نئوواسکولار ماکولا وابسته به سن شده‌است. اگر چه دارو مورد تأیید FDA برای مصارف غیر خونی نیست، اما برخی از مطالعات نشان می‌دهد که بواسیزوماب در افزایش بینایی با سطح پایین از عوارض جانبی، مؤثر است. با توجه به اندازه کوچک نمونه و عدم کنترل آزمایشات انتخابی، نتیجه قطعی نیست.
در اکتبر سال ۲۰۰۶ مؤسسه ملی چشم از مؤسسه ملی بهداشت منبع یک مطالعه تطبیقی رانیبیزوماب و بواسیزوماب را برای ارزیابی اثربخشی نسبی و تنوع چشمی در درمان ای ام دی مرطوب را اعلام کرد. این مطالعه، مقایسهٔ آزمایشات درمان دژنراسیون وابسته به سن ماکولا (مطالعهٔ کات) نامیده شد، در حدود ۱۲۰۰ بیماران تازه تشخیص داده شده‌ای ام دی مرطوب را به‌طور تصادفی به بیماران تقسیم شده به گروه‌های درمانی مختلف ، انتخاب کردند.
تا تاریخ می ۲۰۱۲, درمان anti-VEGF با آواستین توسط مدیکر پذیرفته شده،  کاملاً با قیمت مناسب و مؤثر است. لوسنتیس ساختار مولکولی مشابه اما کوچکتر نسبت به آواستین دارد و مورد تأیید FDA در سال ۲۰۰۶ برای درمان مک دی قرار گرفته و در عین حال کم هزینه تر است، با این وجود، هنوز هزینه بر است. آزمون‌هایی در درمان برای اثر بخشی نسبی یکی نسبت به دیگری در حال انجام شدن است.

## تحقیقات
VEGF نیز توسط تیازولیدیندیون (مورد استفاده برای دیابت نوع ۲ و بیماری‌های مربوط) مهار شده، و این بر سلول گرانولوزا مؤثر است که پتانسیل تیازولیدیندیون برای استفاده در سندرم تحریک بیش از حد تخمدانی را دارد.
یک مطالعه کوکران به دنبال تعیین اثربخشی داروهای anti-VEGF مانند رانیبیزوماب و بواسیزوماب در کاهش فشار داخل چشمی در بیماران مبتلا به اب سیاه نئوواسکولار، بی‌نتیجه بود، بنابراین تحقیقات بیشتری برای مقایسه درمان anti-VEGF با درمان‌های معمولی مورد نیاز است.